# Pachnoda histrio
Pachnoda histrio är en skalbaggsart som beskrevs av Fabricius 1778. Pachnoda histrio ingår i släktet Pachnoda och familjen Cetoniidae. Utöver nominatformen finns också underarten P. h. ukambanii.